# Trevor Bannister
Trevor Gordon Bannister (14 de agosto de 1934 - 14 de abril de 2011) foi um ator inglês, mais conhecido por interpretar o vendedor mulherengo Sr. Lucas na comédia Are You Being Served?.